# Julio Velar de Irigoyen
Bernardo  Velar de Irigoyen (Buenos Aires, 8 de octubre de 1896-24 de junio de 1964)  fue un político y jurista argentino, que se desempeñó como Ministro de Justicia de la Nación, designado por el presidente de facto Eduardo Lonardi en noviembre de 1955. Por otra parte, se desempeñó como procurador del Tesoro de la Nación en 1941, durante la presidencia de Roberto Marcelino Ortiz.

## Carrera
Nieto de Bernardo de Irigoyen, es autor de una biografía sobre aquel personaje: Bernardo de Irigoyen - Algo en torno de una vida argentina, publicada en 1957. Se casó con Estela Landívar Elía, con quien tuvo dos hijos.
Vinculado a grupos conservadores radicales, Roberto Marcelino Ortiz lo designó como procurador del Tesoro en 1941. En noviembre de 1955, en medio de la autoproclamada Revolución Libertadora, fue nombrado por Eduardo Lonardi como Ministro de Justicia, cartera que surgió luego de las escisión del Ministerio del Interior y Justicia, producto de la renuncia de Eduardo Busso, en medio de una crisis política.